# 2005년 현대 유니콘스 시즌
2005년 현대 유니콘스 시즌은 현대 유니콘스가 KBO 리그에 참가한 10번째 시즌으로, 삼미 슈퍼스타즈, 청보 핀토스, 태평양 돌핀스 시절까지 합하면 24번째 시즌이다. 김재박 감독이 팀을 이끈 10번째 시즌이며, 팀은 주축 선수들의 타구단 이적과 주전들의 부상 탓인지 8팀 중 정규시즌 7위에 머물러 6년 만에 포스트시즌 진출에 실패했다.(비록 1997년 6위 이후 8년 만에 최악의 성적을 거뒀지만 정성훈 병역비리로 복귀, 마일영과 이상열의 공익근요원으로 복무로 부재는 물론 정수성,전근표의 부상과 심판 항의 및 이의제기. 퇴장을 당했기 때문이였다.)

## 타이틀
- 야구 월드컵 은메달: 이대환
- KBO 골든글러브: 서튼 (외야수)
- 제일화재 프로야구대상 기량발전상: 황두성
- 올스타 선발: 이숭용 (1루수), 정성훈 (3루수)
- 올스타전 추천선수: 캘러웨이, 조용준, 서튼
- 올스타전 스피드킹 우승: 정성훈 (152km/h)
- 올스타전 투수 슬러거 우승: 캘러웨이
- 포지션별 최고연봉 드림팀: 정민태 (우완 선발투수), 전준호 (외야수 3위)
- 컴투스프로야구 주요 외국인선수 라인업: 서튼 (좌익수)
- WAR: 서튼 (6.86)
- 공격 WAR: 서튼 (6.67)
- 출장(타자): 정성훈 (126)
- 선발 출전(야수): 정성훈 (125)
- 3루타: 정수성 (5)
- 홈런: 서튼 (35)
- 타점: 서튼 (102)
- 사구: 송지만 (24)
- 희생플라이: 서튼 (7)
- 장타율: 서튼 (0.592)
- OPS: 서튼 (1.003)
- 순장타율: 서튼 (0.300)
- 추정득점: 서튼 (102.9)
- GPA: 서튼 (0.333)
- 피안타율: 황두성 (0.223)
- 땅볼 유도: 캘러웨이 (288)

### 퓨처스리그
- 타석: 조평호 (304)
- 4사구: 조평호 (49)

## 선수단
- 선발투수 : 캘러웨이, 손승락, 김수경, 정민태, 임선동, 오주원, 전준호 (1975년)
- 구원투수 : 황두성, 송신영, 박승민, 이상우, 노환수, 이동학, 김민범, 이대환, 전유수
- 마무리투수 : 조용준, 이보근, 신철인, 이상현, 김성태, 노병오
- 포수 : 강귀태, 김동수, 허준
- 1루수 : 이택근, 이숭용, 오재일, 조승현
- 2루수 : 서한규, 김일경, 김승권, 유덕형, 장교성
- 유격수 : 채종국, 차화준, 지석훈
- 3루수 : 정성훈
- 좌익수 : 서튼, 강병식, 전근표, 조재호
- 중견수 : 정수성
- 우익수 : 송지만, 유한준
- 지명타자 : 전준호 (1969년), 오윤

## 여담
- 캘러웨이와 서튼은 현대 유니콘스에 자유계약으로 입단한 마지막 선수들이 되었다.
- 전준호 (1969년)는 이 시즌에 KBO 리그 사상 최초로 KBO 리그 통산 500도루를 달성했다.
- 이상우는 구단 역대 마지막으로 단일 시즌 평균자책점 99.99를 기록했다.
- 황두성은 인플레이 타구를 326개만 허용하여 규정 이닝 충족 투수들 중 구단 사상 단일 시즌 최소 기록을 세웠다.
- 정성훈은 구단 사상 마지막 그라운드 홈런을 쳤다.
- 채종국은 이 시즌 도루 성공률 11.1%에 그쳤다.
- 장교성은 이 시즌을 끝으로 두산 베어스로 이적하여 구단 사상 통산 최저 WAR(-1.19) 기록을 세웠다.
- 전유수는 이 시즌까지 통산 9이닝 당 볼넷 허용 81개로 KBO 리그 역대 10대 투수 최다 기록을 세웠다.
- 황두성은 이 시즌 제주 야구장에서 2승을 거둬 제주 야구장 사상 단일 시즌 최다 기록을 세웠다.
- 송신영은 제주야구장 사상 첫 홀드를, 조용준은 제주야구장 사상 첫 세이브를 기록했다.
- 이택근은 이 시즌 제주 야구장에서 1타수 1안타로 유일하게 타율 1.000을 기록했다.